# Hinrich Steneke
Hinrich Steneke († 1300) war ein Kaufmann und Bürgermeister der Hansestadt Lübeck.

## Leben
Hinrich Steneke wurde 1259 in den Lübecker Rat erwählt. In den Jahren 1276, 1277, 1286, 1287, 1289, 1291–1294 und 1298 ist er als Lübecker Bürgermeister belegt. Als Gesandter der Stadt war er 1274 bei dem deutschen König Rudolf I. und 1278 bei König Magnus VI. von Norwegen. Detmar hebt ihn in seiner Lübecker Chronik als „de vil wise man“ deutlich hervor.
Von seinen drei bekannten Kindern wurde der Sohn Johann Kanoniker. Von den zwei bekannten Töchtern ehelichte die wohl älteste seiner Kinder Anna den späteren Lübecker Bürgermeister Albert von Bardewik und Helenburg 1294 den Ratsherrn Segebodo Crispin in dessen zweiter Ehe.